# Euphorbia beillei
Euphorbia beillei ist eine Pflanzenart aus der Gattung Wolfsmilch (Euphorbia) in der Familie der Wolfsmilchgewächse (Euphorbiaceae).

## Beschreibung
Die sukkulente Euphorbia beillei bildet Bäume bis 8 Meter Höhe aus, die spreizklimmend sind. Die vierkantigen und dünnen Zweige werden bis 8 Millimeter dick und haben etwas geflügelte, verdrehte Kanten. Die umgekehrt dreieckigen Dornschildchen stehen bis 15 Millimeter voneinander entfernt. Die Dornen werden 1 bis 2 Millimeter lang. Die verkehrt eiförmigen Blätter werden bis 20 Zentimeter lang und 8 Zentimeter breit. Sie stehen an einem bis 2,5 Zentimeter langen Stiel.
Der Blütenstand besteht aus ein bis drei Cymen. Über die Cyathien, die Früchte und den Samen ist nichts bekannt.

## Verbreitung und Systematik
Euphorbia beillei ist im Tschad verbreitet.
Die Erstbeschreibung der Art erfolgte 1933 durch Auguste Jean Baptiste Chevalier. Ein Synonym zu Euphorbia beillei ist Elaeophorbia beillei (A.Chev.) H.Jacobsen (1960).
Die Art ist möglicherweise ein Synonym zu Euphorbia teke.